# اوپن رود فیلمز
اوپن رود فیلمز (به انگلیسی: Open Road Films) (به صورت مختصر اوآراف)، یک شرکت توزیع‌کننده فیلم آمریکایی واقع در کالیفرنیا است. این شرکت در مارس ۲۰۱۱ توسط ای‌ام‌سی انترتینمنت و گروه سرگرمی رگال، دو شرکت بزرگ نمایش تئاتر در آمریکا راه‌اندازی شده‌است.

## فیلم‌شناسی
| تاریخ انتشار    | عنوان                   | کارگردان               | بودجه        | فروش          |
| --------------- | ----------------------- | ---------------------- | ------------ | ------------- |
| ۲۳ سپتامبر ۲۰۱۱ | نخبگان قاتل             | گری مکندری             | $۷۰ میلیون   | $۵۶٫۴ میلیون  |
| ۲۷ ژانویه ۲۰۱۲  | خاکستری                 | جو کارنهان             | $۲۵ میلیون   | $۷۷٫۳ میلیون  |
| ۹ مارس ۲۰۱۲     | خانه ساکت               | کریس کنتیس             | $۲ میلیون    | $۱۳٫۱ میلیون  |
| ۱۳ آوریل ۲۰۱۲   | گرفتار                  | استفن ساینت            | $۲۰ میلیون   | $۳۲٫۲ میلیون  |
| ۲۴ اوت ۲۰۱۲     | تصادف و فرار            | دیوید پالمر، دکس شپارد | $۲ میلیون    | $۱۴٫۵ میلیون  |
| ۲۱ سپتامبر ۲۰۱۲ | آخرین گشت               | دیوید آیر              | $۷ میلیون    | $۴۸٫۱ میلیون  |
| ۲۶ اکتبر ۲۰۱۲   | سایلنت هیل: مکاشفات     | میشل جی. باست          | $۲۰ میلیون   | $۵۲٫۳ میلیون  |
| ۲۱ نوامبر ۲۰۱۲  | سحرگاه سرخ              | دن بردلی               | $۶۵ میلیون   | $۵۱ میلیون    |
| ۱۱ ژانویه ۲۰۱۳  | خانه تسخیر شده          | مایکل تایداس           | $۲٫۵ میلیون  | $۶۰٫۱ میلیون  |
| ۸ فوریه ۲۰۱۳    | عوارض جانبی             | استیون سودربرگ         | $۳۰ میلیون   | $۶۳٫۴ میلیون  |
| ۲۹ مارس ۲۰۱۳    | میزبان                  | اندرو نیکول            | $۴۰ میلیون   | $۶۳٫۳ میلیون  |
| ۱۶ اوت ۲۰۱۳     | جابز                    | جوشوآ مایکل استرن      | $۱۲ میلیون   | $۳۵٫۸ میلیون  |
| ۱۱ اکتبر ۲۰۱۳   | ماچته می‌کشد             | رابرت رودریگز          | $۲۰ میلیون   | $۱۵ میلیون    |
| ۲۹ نوامبر ۲۰۱۳  | خط مقدم خانه            | گری فلدر               | $۲۲ میلیون   | $۴۳٫۱ میلیون  |
| ۲۷ دسامبر ۲۰۱۳  | Justin Bieber's Believe | جان ام. چو             | $۵ میلیون    | $۱۱ میلیون    |
| ۱۷ ژانویه ۲۰۱۴  | عملیات آجیلی            | پیتر لپنیوتیس          | $۴۲ میلیون   | $۱۲۰٫۹ میلیون |
| ۲۸ مارس ۲۰۱۴    | سابوتاژ                 | دیوید آیر              | $۳۵ میلیون   | $۱۷٫۵ میلیون  |
| ۱۸ آوریل ۲۰۱۴   | خانه تسخیر شده ۲        | مایکل تایداس           | $۴ میلیون    | $۲۴ میلیون    |
| ۹ مه ۲۰۱۴       | آشپز                    | جان فاورو              | $۱۱ میلیون   | $۴۶ میلیون    |
| ۳۱ اکتبر ۲۰۱۴   | شبگرد                   | دن گیلروی              | $۸٫۵ میلیون  | $۳۸٫۷ میلیون  |
| ۱۴ نوامبر ۲۰۱۴  | گلاب                    | جان استوارت            | $۱۰ میلیون   | $۳٫۲ میلیون   |
| ۳۰ ژانویه ۲۰۱۵  | لافت                    | اریک ون لوی            | $۱۴ میلیون   | $۱۰٫۱ میلیون  |
| ۲۰ مارس ۲۰۱۵    | گان‌من                   | پیر مورل               | $۴۰ میلیون   | $۱۵٫۹ میلیون  |
| ۲۴ آوریل ۲۰۱۵   | پسر کوچک                | الخاندرو گومز          | $۲۰ میلیون   | $۶٫۵ میلیون   |
| ۱۹ ژوئن ۲۰۱۵    | اعتیاد                  | ریک فامویوا            | $۷ میلیون    | $۱۶٫۸ میلیون  |
| ۲۳ اکتبر ۲۰۱۵   | شهر را بلرزان           | بری لوینسون            | $۱۵ میلیون   | $۳٫۲ میلیون   |
| ۶ نوامبر ۲۰۱۵   | اسپات‌لایت               | توماس مک‌کارتی          | $۲۰ میلیون   | $۹۰٫۲ میلیون  |
| ۲۹ ژانویه ۲۰۱۶  | پنجاه طیف بلک           | مایکل تایداس           | $۵ میلیون    | $۲۱٫۲ میلیون  |
| ۲۶ فوریه ۲۰۱۶   | تریپل ناین              | جان هیلکات             | $۲۰ میلیون   | $۲۳٫۴ میلیون  |
| ۲۹ آوریل ۲۰۱۶   | روز مادر                | گری مارشال             | $۲۵ میلیون   | $۴۳٫۸ میلیون  |
| ۲۹ ژوئیه ۲۰۱۶   | گلیسون                  | کلای تویل              |              | $۵۸۳٬۶۶۴      |
| ۱۶ سپتامبر ۲۰۱۶ | اسنودن                  | الیور استون            | $۴۰ میلیون   | $۳۷٫۳ میلیون  |
| ۱۴ اکتبر ۲۰۱۶   | مکس استیل               | استوارت هندلر          | $۱۰ میلیون   | $۶٫۳ میلیون   |
| ۱۸ نوامبر ۲۰۱۶  | Bleed for This          | بن یانگر               | $۶ میلیون    | $۶٫۳ میلیون   |
| ۱۳ ژانویه ۲۰۱۷  | بی خوابی                | بارون بو اردر          | $۳۰ میلیون   | $۲۷ میلیون    |
| ۲۴ فوریه ۲۰۱۷   | تصادم                   | اران کریوی             | $۲۱٫۵ میلیون | $۵٫۷ میلیون   |
| ۳ مارس ۲۰۱۷     | قبل از سقوط من          | ری روسو-یانگ           | $۵ میلیون    | $۱۱٫۸ میلیون  |

### فیلم‌های آینده
| تاریخ انتشار   | عنوان                   | کارگردان      |
| -------------- | ----------------------- | ------------- |
| April 14, 2017 | اسپارک                  | Aaron Woodley |
| ۲۸ آوریل ۲۰۱۷  | وعده                    | تری جرج       |
| ۱۴ ژوئیه ۲۰۱۷  | خورشید نیمه‌شب           | اسکات اسپیر   |
| ۴ اوت ۲۰۱۷     | پنجه‌های خشم: افسانه هنک | Chris Bailey  |